# Trioza luvandata
Trioza luvandata är en insektsart som beskrevs av David Hollis 1984. Trioza luvandata ingår i släktet Trioza och familjen spetsbladloppor.
Artens utbredningsområde är Angola. Inga underarter finns listade i Catalogue of Life.